# Quakers Hat
Quakers Hat is een onbewoond eiland dat deel uitmaakt van de Canadese provincie Newfoundland en Labrador. Het heeft een oppervlakte van 50 hectare en bevindt zich aan de oostkust van Labrador.

## Geografie

### Geologie
Het bodemgesteente van Quakers Hat maakt deel uit van een formatie van laat-Labradorse anorthositische en mafische intrusies met een ouderdom van 1600–1660 Ma (1,60 à 1,66 miljard jaar).

### Ligging
Quakers Hat heeft een lengte van 1,2 km langs zijn oost-westas en een maximale breedte van 600 m. Het ligt in de Atlantische Oceaan net ten oosten van Table Bay en op 900 meter ten noorden van het vasteland van Labrador. Het eiland ligt voorts 1,5 km ten zuidwesten van Devils Lookout Island.
De dichtstbij gelegen bewoonde plaatsen zijn het 43 km zuidoostelijker gelegen Black Tickle-Domino en het 44 km westelijker gelegen Cartwright.

## Vogels
Het eiland is tezamen met alle andere eilanden in en rond Table Bay erkend als een Important Bird Area. Dit heeft vooral te maken met de jaarlijkse aanwezigheid van broedende eiders. De baai bevindt zich in het overgangsgebied tussen twee ondersoorten van de eider, met name S. m. borealis en S.m. dresseri. De nestpopulatie bedraagt meer dan 1% van het wereldwijde aantal van beide eiderondersoorten. Daarnaast is het gebied rond Table Bay ook belangrijk vanwege de jaarlijkse aanwezigheid van vele ruiende brilzee-eenden.